# 新市镇 (马鞍山市)
新市镇，是安徽省马鞍山市博望区下辖的一个乡镇级行政单位。

## 行政区划
新市镇下辖以下地区：
新市社区、新禄村、叶家桥村、联三村、梅山村、釜山村、新河村、临川村、张茂村、来龙村、横山村、澄心村、刘山村、洪庙村和新农村。